# بيلي بينتر
بيلي بينتر (بالإنجليزية: Billy Paynter)‏ (13 يوليو 1984 بليفربول في المملكة المتحدة - ) هو لاعب كرة قدم بريطاني في مركز الهجوم. لعب مع برادفورد سيتي وبرايتون أند هوف ألبيون وبورت فايل وسويندون تاون وشيفيلد يونايتد وليدز يونايتد ونادي دونكاستر روفرز وهال سيتي ونادي كارلايل يونايتد ونادي هارتلبول يونايتد ونادي ساوثيند يونايتد.

## وصلات خارجية
- بيلي بينتر على موقع قاعدة بيانات كرة القدم.إي يو (الإنجليزية)
- بيلي بينتر على موقع Soccerbase.com (لاعب) (الإنجليزية)
- بيلي بينتر على موقع Soccerway.com (الإنجليزية)